# 陽蕾
陽 蕾（ヤン・レイ、1984年10月12日－）は重慶出身の中国大陸の女性歌手。
2006年に湖南衛星テレビ《超級女声》に参加して観衆とメディアの注目を獲得した。成都区域の3人に選ばれた後、2006年度の10人に選ばれる。彼女の歌唱のファンは「蓓蕾」と称される。音楽作品に《学会》、《1234舞》、《愛我不羅嗦》、《愛，勇気》、《熊猫来了》、女優としての映画とテレビの出演に《那小子真帥》、《男生日記》《天地姻縁七仙女》がある。